# Elsa von Freytag-Loringhoven
Elsa Hildegard von Freytag-Loringhoven (nascuda de cognom Plötz; Świnoujście, aleshores Imperi Alemany, 12 de juliol de 1874 – París, 15 de desembre de 1927) fou la primera artista i poetessa dadaista avantguardista i la primera performer. Aquesta artista alemanya va viure i treballar durant dues dècades a Greenwich Village, a la ciutat de Nova York, i fou «l'encarnació del punk seixanta anys abans que el punk existís». Sembla que és la veritable autora de l'obra Font, usualment atribuïda a Marcel Duchamp.
La seva prosa provocativa fou publicada pòstumament el 2011 a Body Sweats: The Uncensored Writings of Elsa von Freytag-Loringhoven. The New York Times va elogiar el llibre com un dels llibres d'art destacats del 2011.

## Joventut
Elsa Plötz va néixer a Swinemünde, aleshores a Pomerània, Alemanya, (avui a Polònia). És filla d'Ida Marie Kleist i d'Adolf Plötz, un paleta. Es formà i treballà com a actriu i intèrpret de vodevil i tingué aventures amoroses amb artistes a Berlín, Múnic i Itàlia. Va estudiar art a Dachau, prop de Múnic.
Es va casar amb l'arquitecte August Endell el 22 d'agost del 1901 a Berlín, i va prendre el nom d'Elsa Endell. Tingueren una «relació oberta», i el 1902 s'implicà romànticament amb un amic d'Endell, el poeta menor i traductor Felix Paul Greve (que més tard prendria el nom de Frederick Philip Grove). Després que tots tres van viatjar junts a Palerm, Sicília, el gener del 1903, el matrimoni Endell es va desintegrar i van divorciar-se el 1906. Tot i que la seva separació va ser agra, va dedicar diversos poemes satírics a Endell. El 1906, ella i Greve van tornar a Berlín, on es casaren el 22 d'agost del 1907.

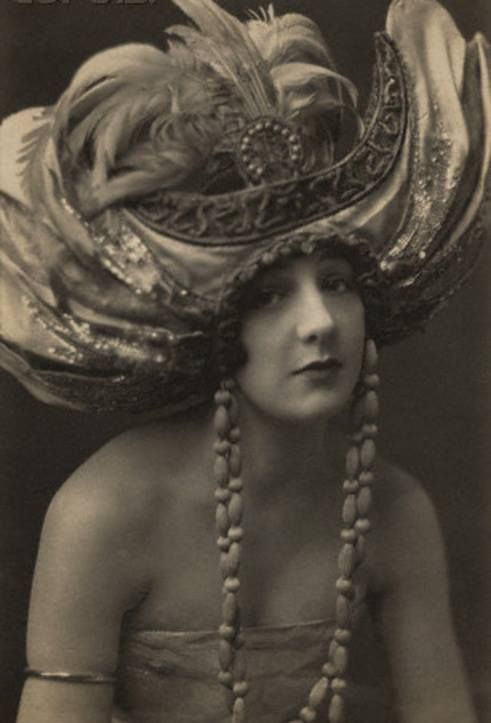
Elsa von Freytag-Loringhoven

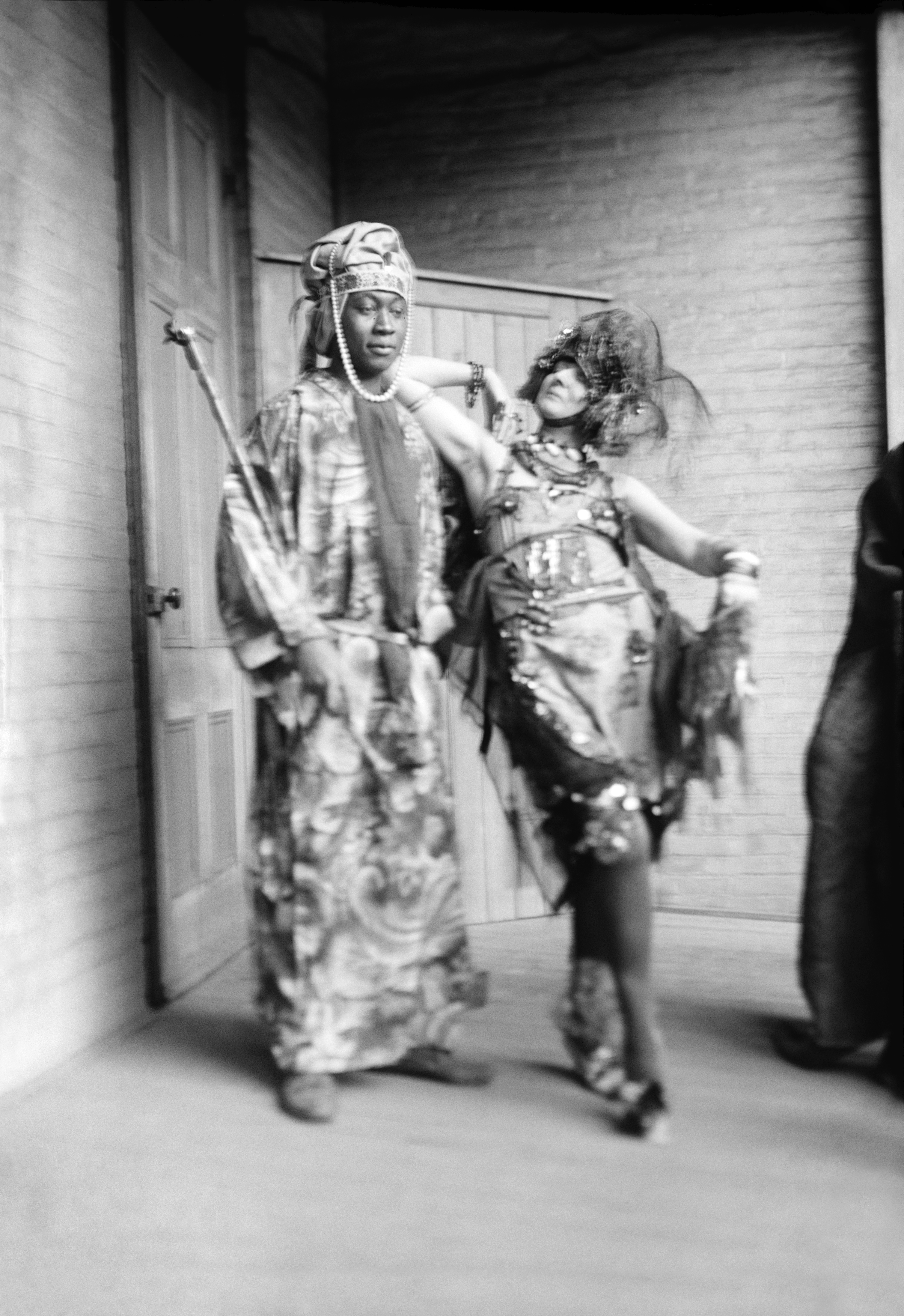
Elsa von Freytag-Loringhoven i Claude McKay

El 1909, Greve tenia greus problemes financers. Amb l'ajuda de la seva muller va simular un suïcidi i marxà cap a Amèrica del Nord el juliol del 1909. El juliol del 1910, Else es reuní amb ell als Estats Units, on portarien una petita granja a Sparta (Kentucky), prop de Cincinnati. Greve l'abandonà de sobte el 1911 i va anar a l'oest a una granja prop de Fargo (Dakota del Nord), i a Manitoba el 1912. No hi ha cap registre d'un divorci de Greve. Ella va començar a fer de model per a artistes a Cincinnati, i va anar cap a l'est passant per Virgínia de l'Oest i Filadèlfia, abans de casar-se amb el seu tercer marit, el baró alemany Leopold von Freytag-Loringhoven (fill d'Hugo von Freytag-Loringhoven), el novembre del 1913 a Nova York. A partir d'aleshores començà a ser coneguda com «la baronessa dadaista Elsa von Freytag-Loringhoven».

## Obra
A Nova York, Freytag-Loringhoven es va mantenir treballant en una fàbrica de cigarretes i fent de model per a artistes com Louis Bouché, George Biddle, i Man Ray. També va aparèixer en obres de Man Ray, George Grantham Bain i altres, i en litografies de George Biddle i pintures de Theresa Bernstein.

### Poesia
La baronessa tingué una plataforma per la seva poesia a The Little Review, on, des del 1918, la seva obra va ser presentada al costat de capítols de l'Ulisses, de James Joyce. Jane Heap considerava la baronessa «el primer americà dadà». Fou una pionera de la poesia del so, però també feu un ús creatiu del guionet, mentre moltes de les seves composicions portmanteau, com «Kissambushed» i «Phalluspistol», són poemes miniatura. La majoria dels seus poemes no van ser publicats fins a les publicacions de Body Sweats. Els seus papers personals van ser conservats després de la seva mort per la seva editora, agent literària, col·laboradora artística i amant, Djuna Barnes. La University of Maryland Libraries va adquirir una col·lecció de la seva obra amb els papers de Barnes el 1973 i subsegüentment va separar-ne els papers de von Freytag-Lorninghoven i els va tractar com una col·lecció individual. La col·lecció conté correspondències, poemes visuals, i altres obres literàries i artístiques. La University of Maryland's special collections té un extens arxiu digital dels seus manuscrits.

### Collage, performance i assemblage

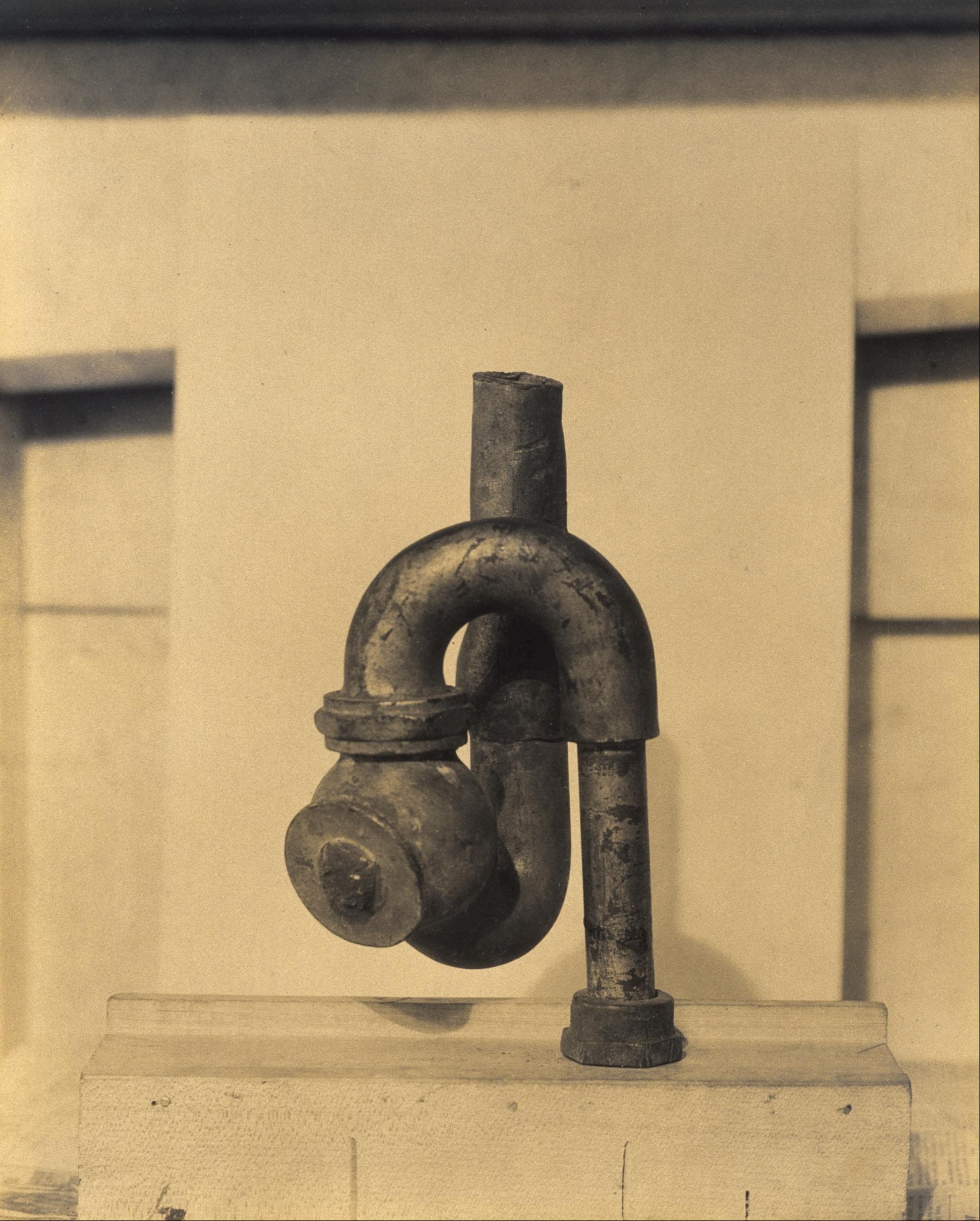
God per Baronessa Elsa von Freytag-Loringhoven i Morton Schamberg

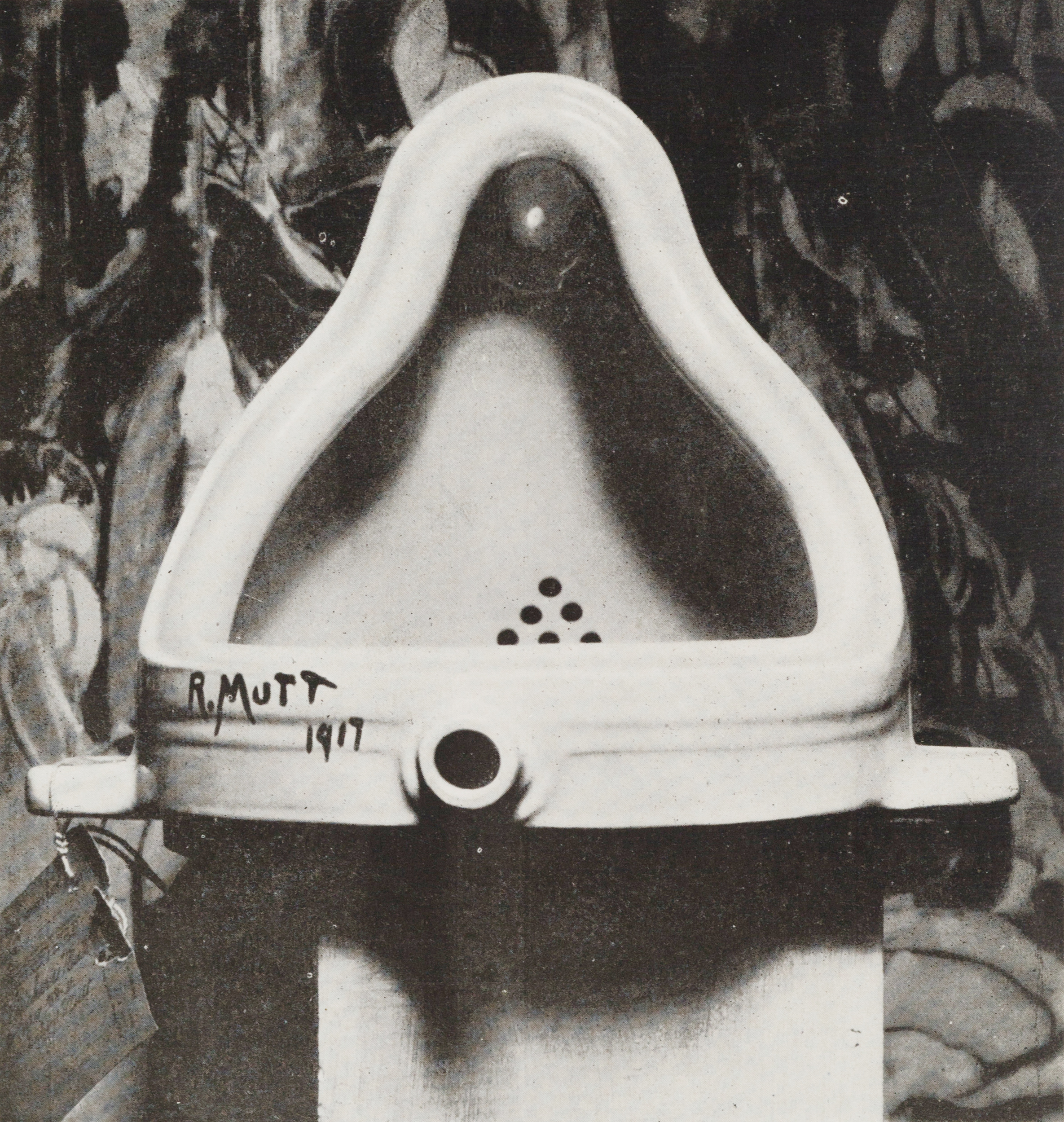
La Font original fotografiada per Alfred Stieglitz a la Galeria 291 després de l'exposició del 1917 de la Societat d'Artistes Independents. Stieglitz utilitzà com a fons els Guerrers de Marsden Hartley per fotografiar l'urinari.

A Nova York, la baronessa també treballà en escultures i pintures en forma d'assemblatges artístics, creant art de les deixalles i residus que recollia dels carrers. La baronessa era també coneguda per construir elaborats vestits amb objectes trobats, creant una «espècie de collage vivent» que esborrava les fronteres entre vida i art.
Poques obres de la baronessa existeixen encara. Algunes obres d'objectes trobats són: Enduring Ornament (1913), Earring-Object (ca. 1917-1919), Cathedral (ca. 1918) i Limbswish (ca. 1920). Redescobert pel Whitney Museu de Nova York el 1996, el seu Retrat de Marcel Duchamp (ja inexistent) és una altra de les seves peces ready-made.
Hi ha hagut noves investigacions que indiquen que algunes obres atribuïdes a altres artistes del període poden o bé ser atribuïdes a la baronessa, o hi ha la possibilitat que pugui haver-les creat ella. Una obra titulada Déu (1917) va ser durant uns anys atribuïda a l'artista Morton Livingston Schamberg. El Museu d'Art de Filadèlfia, la col·lecció del qual inclou Déu, ara acredita la baronessa com a co-artista d'aquesta peça. Tanmateix, segons l'estudiós Francis Naumann, és raonable de concloure, basant-nos en les obres que sabem fetes per ella, que la baronessa probablement elaborà el concepte de combinar els dos elements de l'escultura (una peça de clavegueram de ferro colat muntada cap per avall sobre una caixa de fusta) i hi posà el títol, mentre Schamberg va acoblar i fotografiar la peça.

## L'autoria deFont
La baronessa podria haver estat implicada en la creació del conegut ready-made atribuït a Marcel Duchamp, Font (1917). Tal com ha documentat Irene Gammel, l'elecció d'un urinari com a obra d'art està més en la línia de l'estètica escatològica de Freytag-Loringhoven que en la de Duchamp. A més, Duchamp indicà en una carta a la seva germana Suzanne, escrita el 1917, que una amiga seva li havia enviat l'urinari per presentar-lo a l'exposició de la Society of Independent Artists: «Une de mes amies sous un pseudonyme masculin, Richard Mutt, avait envoyé une pissotière en porcelaine comme sculpture» («Una de les meves amigues, sota un pseudònim masculí, Richard Mutt, hi havia enviat un urinari de porcellana com a escultura».)

## Mort
El 1923, Freytag-Loringhoven tornà a Berlín, esperant trobar-hi oportunitats de guanyar diners, però en lloc d'això trobà una Alemanya econòmicament devastada per la Primera Guerra Mundial. Malgrat les seves dificultats a la República de Weimar, es quedà a Alemanya. Alguns amics a la comunitat d'expatriats, en particular Bryher, Djuna Barnes, Berenice Abbott, i Peggy Guggenheim, li proporcionaren suport emocional i financer.
L'estabilitat mental de Freytag-Loringhoven millorà fermament quan es traslladà a París. Va morir el 15 de desembre del 1927 per inhalació de gas al seu pis. Potser es va deixar el gas obert, potser el va obrir algú altre; les circumstàncies no van ser aclarides. Està enterrada al cementiri Père Lachaise de Paris.
El 1943, l'obra de Freytag-Loringhoven va ser inclosa a l'exposició del Guggenheim Exhibition by 31 Women a la galeria Art of This Century de Nova York.

## Biografies
La baronessa era «un dels caràcters, un dels terrors del districte», va escriure el seu primer biògraf Djuna Barnes, el llibre de la qual va quedar inacabat. A l'obra Irrational Modernism: A Neurasthenic History of New York Dada, Amelia Jones proporciona una història revisionista del New York Dada, expressada mitjançant la vida i obres de la baronessa. La biografia del 2002, Baroness Elsa: Gender, Dada and Everyday Modernity, d'Irene Gammel, advoca per la brillantor artística i l'esperit d'avantguarda de la baronessa. El llibre explora les seves relacions personals i artístiques amb Djuna Barnes, Berenice Abbott, i Jane Heap, així com amb Duchamp, Man Ray, i William Carlos Williams. Mostra la baronessa trencant cada frontera eròtica, gaudint en l'actuació anàrquica, però la biografia també la presenta com l'amiga d'Elsa, Emily Coleman, la va veure, «no com una santa o una boja, sinó com una dona de geni, sola al món, frenètica».
El 2013, els artistes Lily Benson i Cassandra Guan van estrenar el biopic experimental The Filmballad of Mamadada. S'hi explicava la història de la vida de la baronessa a través de contribucions de més de 50 artistes i cineastes. La pel·lícula s'estrenà al Copenhagen International Documentary Festival i va ser descrit com un «experiment juganer i caòtic que planteja un retorn a una narrativa col·lectiva magnífica via el populisme postqueer de YouTube i el crowdsourcing», per Art Forum.